# Фаето (Фођа)
Фаето (итал. Faeto) је насеље у Италији у округу Фођа, региону Апулија.
Према процени из 2011. у насељу је живело 636 становника. Насеље се налази на надморској висини од 819 м.

## Становништво
Према резултатима пописа становништва 2011. у општини је живело 644 становника.
| 1931. | 1936. | 1951. | 1961. | 1971. | 1981. | 1991. | 2001. | 2011. |
| ----- | ----- | ----- | ----- | ----- | ----- | ----- | ----- | ----- |
| 2.786 | 3.000 | 2.991 | 2.156 | 1.285 | 1.007 | 1.010 | 758   | 644   |